# Volga GAZ-31105
GAZ-31105 a fost un vehicul produs de GAZ în perioada 2003-2011. Aproximativ 138.000 de unități ale vehiculului au fost produse și vândute în întreaga lume. Vehiculul a fost produs alături de vehiculele GAZ-3102 și GAZ-3110. Vehiculul a fost o modernizare a acestor două vehicule și a fost destul de popular în Rusia și în țările vecine. Pentru a fi mai fiabil decât predecesorii săi, a folosit motoare construite de Ford. Vehiculul a fost înlocuit de Volga GAZ Siber, GAZ-31105 a fost ultimul vehicul care a împărtășit un design comun cu GAZ-21. Vehiculul a fost exportat și în Africa, Grecia, Italia, Cuba și Anglia. Primele prototipuri au fost realizate în 1998 pe un șasiu ușor modificat al GAZ-3102 și s-au dovedit a fi destul de fiabile, dar vehiculul care a fost produs în cele din urmă nu împărtășea șasiul GAZ-3102. Vehiculul a fost comercializat ca un vehicul de lux, dar a fost disponibil publicului larg ca majoritatea predecesorilor săi.